# クリット・タンカナラット
クリット・タンカナラット（タイ語: กฤษณ์ ตันคณารัตน์、英語: Krit Tankanarat）は、タイ王国の外交官、大使。バンコクでの本省勤務、日本や南アフリカ共和国、オーストラリアでの在外勤務、在大阪総領事（2019年～2022年）を経て、2022年より在アルゼンチン大使。タンマサート大学で国際関係論を専攻した後、上智大学大学院で国際関係論の修士を取得。

## 経歴
- 1990年: 外務省入省[1]
- 1990年 - 1991年: 儀典局接遇課[1]
- 1994年: 東アジア局東アジア第四課[1]
- 1995年 - 1998年: 駐日タイ王国大使館[1]
- 1999年 - 2001年: アセアン局商工課[1]
- 2001年 - 2005年: 在南アフリカ共和国タイ王国大使館 一等書記官[1]
- 2005年 - 2011年: 南アジア・中東・アフリカ局南アジア課 一等書記官・参事官[1]
- 2011年 - 2012年: 外務省次官事務局 参事官・公使参事官[1]
- 2013年 - 2016年: 在オーストラリアタイ王国大使館 一等書記官[1]
- 2016年 - 2017年: アメリカ・南太平洋局北アメリカ課長[1]
- 2017年9月 - 2019年4月: 外務省次官事務局所長[1]
- 2019年4月 - 2022年4月: 在大阪タイ王国総領事[1]
- 2022年4月 - （現職）: 在アルゼンチンタイ王国大使（4月19日に拝命[2]、6月7日に着任[3]）

## 受賞
- 2001年: 勲四等瑞宝章（2003年以降の瑞宝小綬章に相当）[1]